# Kolektorový systém v Praze

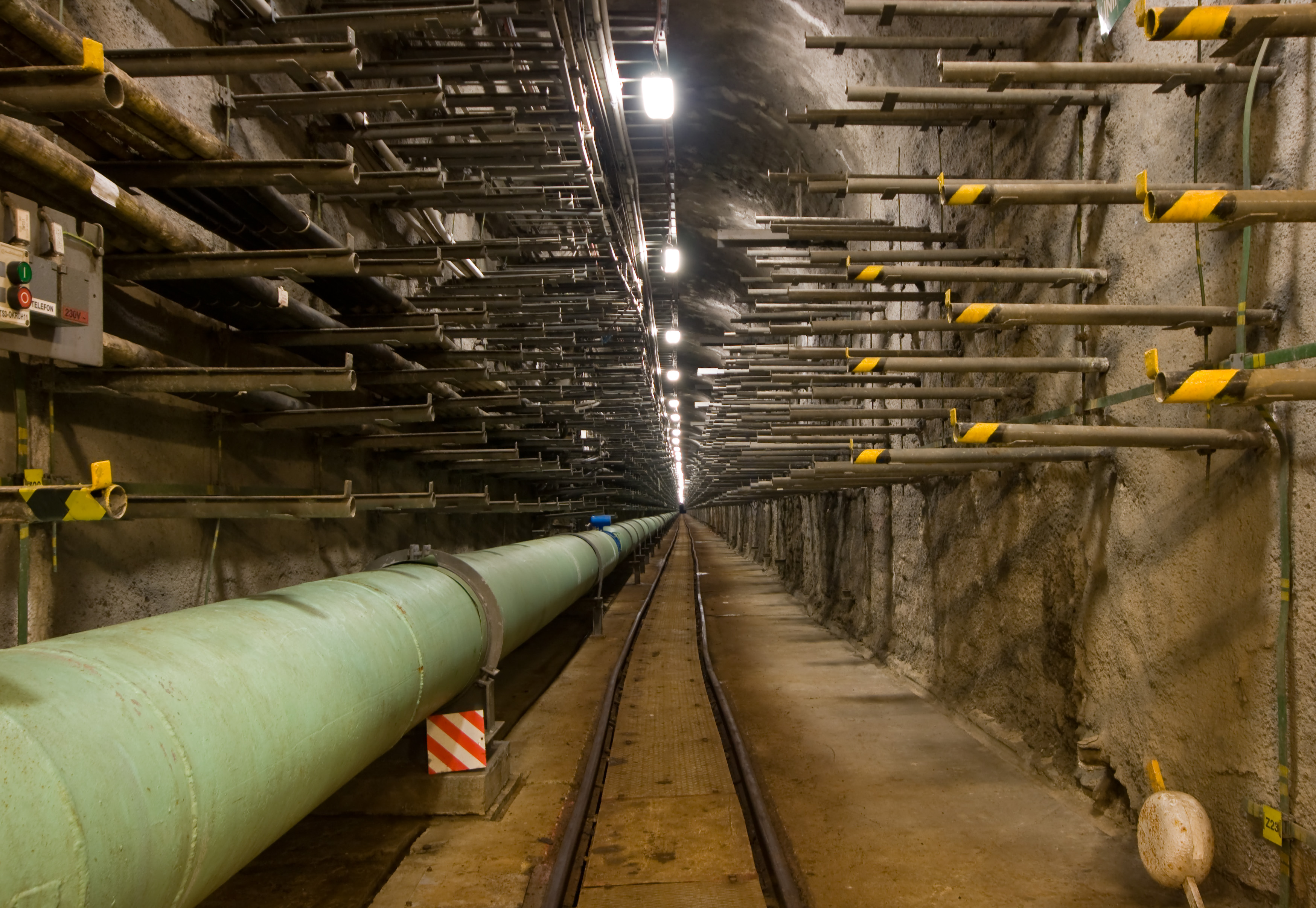
Pohled hlubinným kolektorem C1 od Senovážného náměstí

Síť kolektorů v Praze je budována od roku 1969, dosahuje celkové délky tunelů asi 90 kilometrů a je otevřená dalšímu rozšiřování. Správcem je společnost Kolektory Praha a. s. V Praze se však nacházejí i kolektory jiných vlastníků (například kabelové tunely PREdistribuce v Praze).

## Historie a popis systému

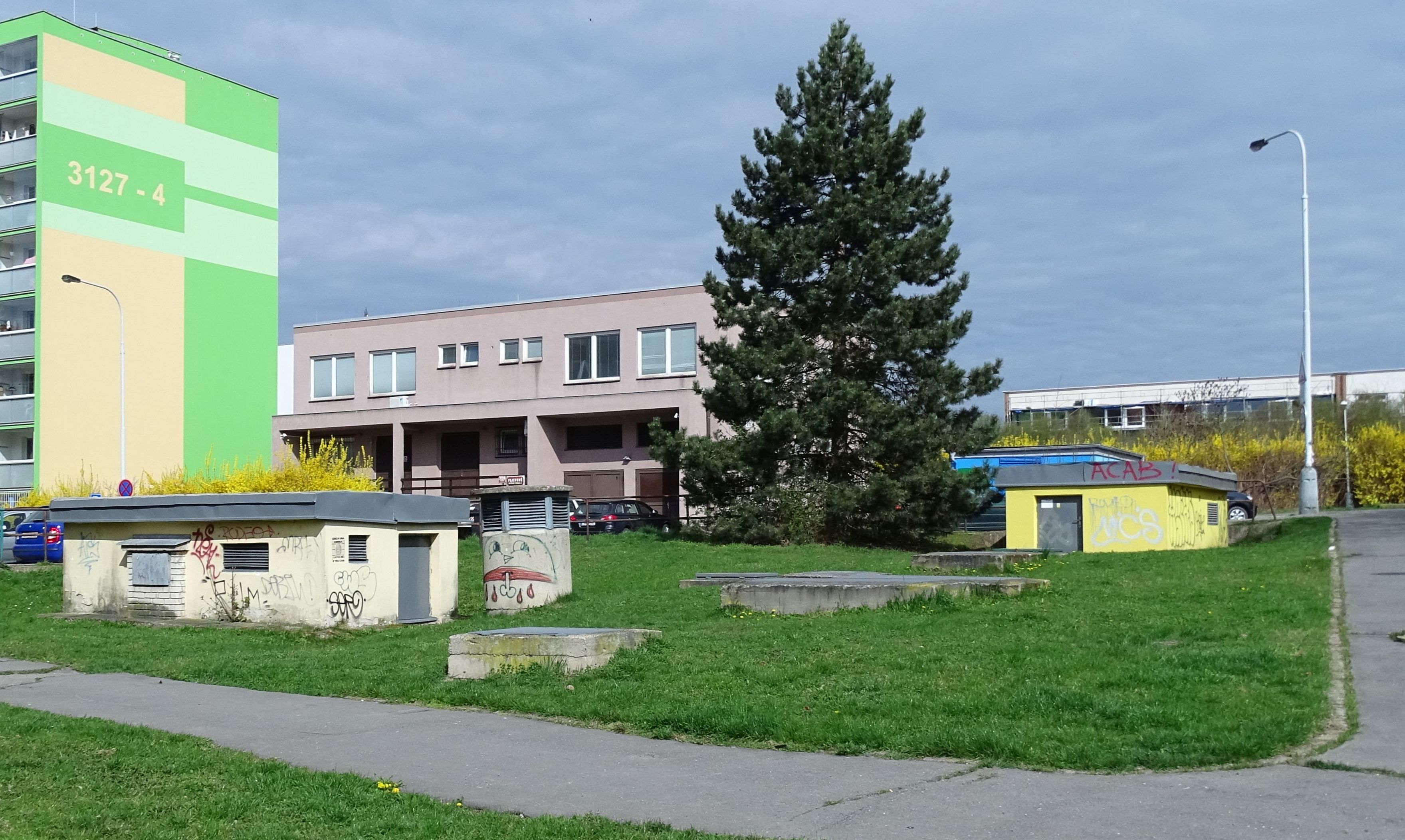
Centrum údržby kolektorů v ulici Pejevové na sídlišti Modřany

### Organizační zajištění

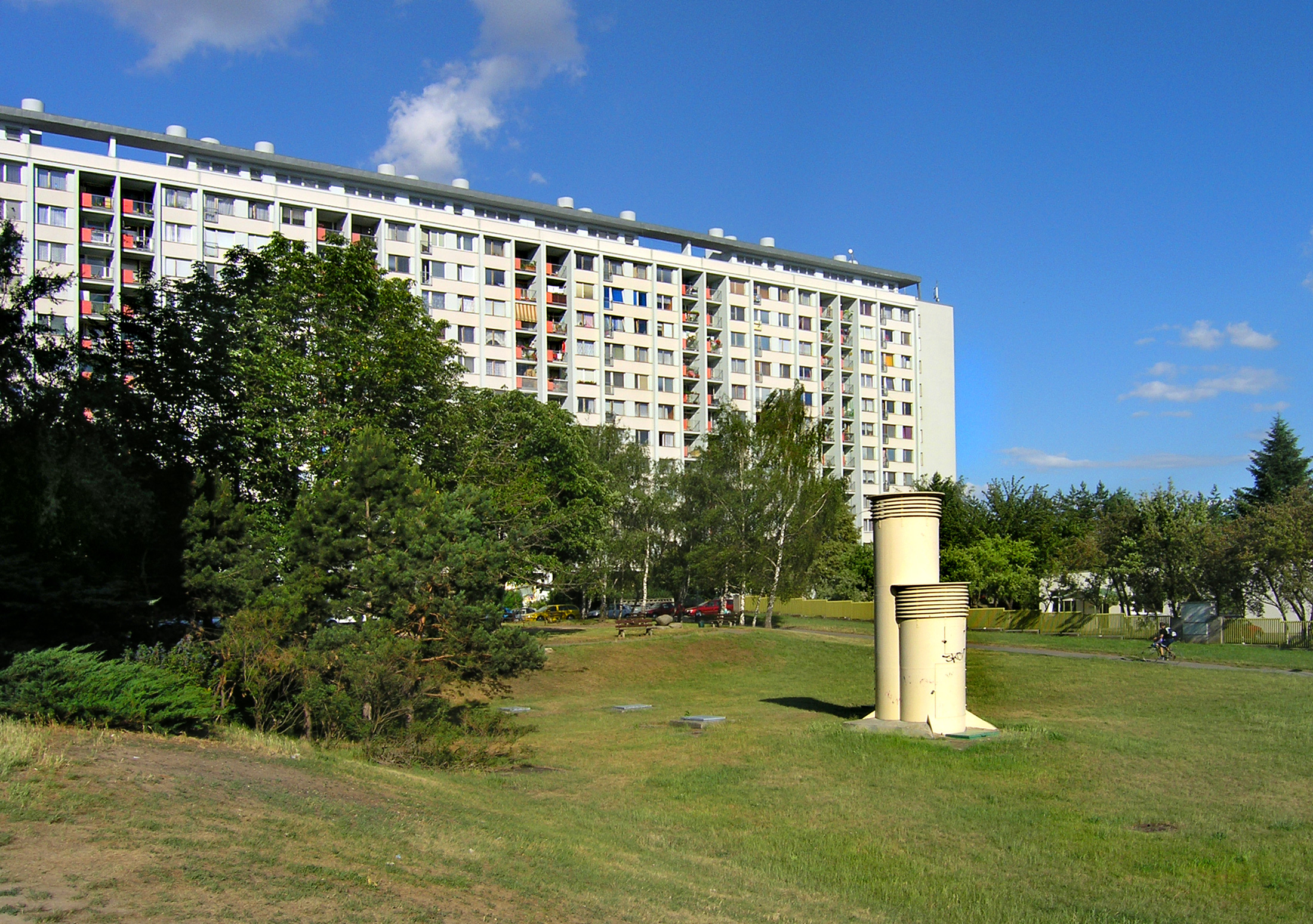
Větrací věže kolektorů na sídlišti Ďáblice

Roku 1968 byl v oddělení mostů Technické správy komunikací hlavního města Prahy zřízen referát pro výstavbu a provoz kolektorů.
Akciovou společnost Kolektory Praha založilo hlavní město Praha rozhodnutím Zastupitelstva hlavního města Prahy ze dne 27. června 2002, do obchodního rejstříku byla zapsána 17. července 2002 a dosud je město Praha jejím jediným akcionářem. Tato společnost na základě smlouvy s městem Prahou zajišťuje investorskou a inženýrskou činnost, správu, provozování, monitoring a údržbu kolektorů a jejich komerční využívání. Generálním ředitelem byl od 1. října 2002 Otakar Čapek, od 1. srpna 2010 Ing. Jan Svátek.
Centrální dispečink je na Senovážném náměstí, organizačně se kolektorová síť člení na tři oblasti s vlastními dispečinky:
- Oblast Centrum (Žižkov I, Rudolfinum, Nová Radnice, Celetná, Příkopy, Tylovo divadlo, C1, C1A, Nábřeží Ludvíka Svobody, SPHM, Smetanovo divadlo) – 15,2 km ražených kolektorů a 0,4 km kolektorových podchodů
- Oblast Západ (levý břeh Vltavy: Radotín-Berounka, Barrandov I, Jihozápadní Město I, Řepy II, Ruzyně-Dědina) – 28,2 km hloubených kolektorů, 4,6 km technických chodeb, 0,5 km kolektorových podchodů
- Oblast Východ (pravý břeh Vltavy: Modřany-Komořany, Jižní Město II-západ, Jižní Město I, Horní Měcholupy-Petrovice, Přednádražní prostor Vysočany, Černý Most II, Severní Město Ďáblice) – 34,7 km hloubených kolektorů, 2,6 km technických chodeb, 1,8 km kolektorových podchodů

### Lokální sítě
První pražský kolektor, o délce 128 metrů, byl vybudován v roce 1969 pod Chotkovou ulicí při její rekonstrukci.
Kolektorová síť, převážně metodou hloubení, byla budována nejprve v oblasti Severního Města (sídliště Ďáblice v Kobylisích). V 70. a 80. letech následovaly sídlištní oblasti Jižní Město, Modřany-Komořany, Horní Měcholupy–Petrovice, Černý Most, Barrandov, Radotín a Řepy.
7 kilometrů bylo vybudováno do roku 1975 (převážně na sídlišti Ďáblice), do roku 1985 se síť rozrostla na 23,6 km, v letech 1985–1990 bylo vybudováno dalších téměř 50 kilometrů sítě. Dále už se v soustavné kolektorizaci sídlišť nepokračovalo.
Pražské sídlištní hloubené kolektory jsou vysoké 2,4 m a široké 2,7 m.[zdroj?] Hloubené kolektory byly tvořeny prefabrikovanými profily od 210 do 240 cm.

### Oblast Centrum

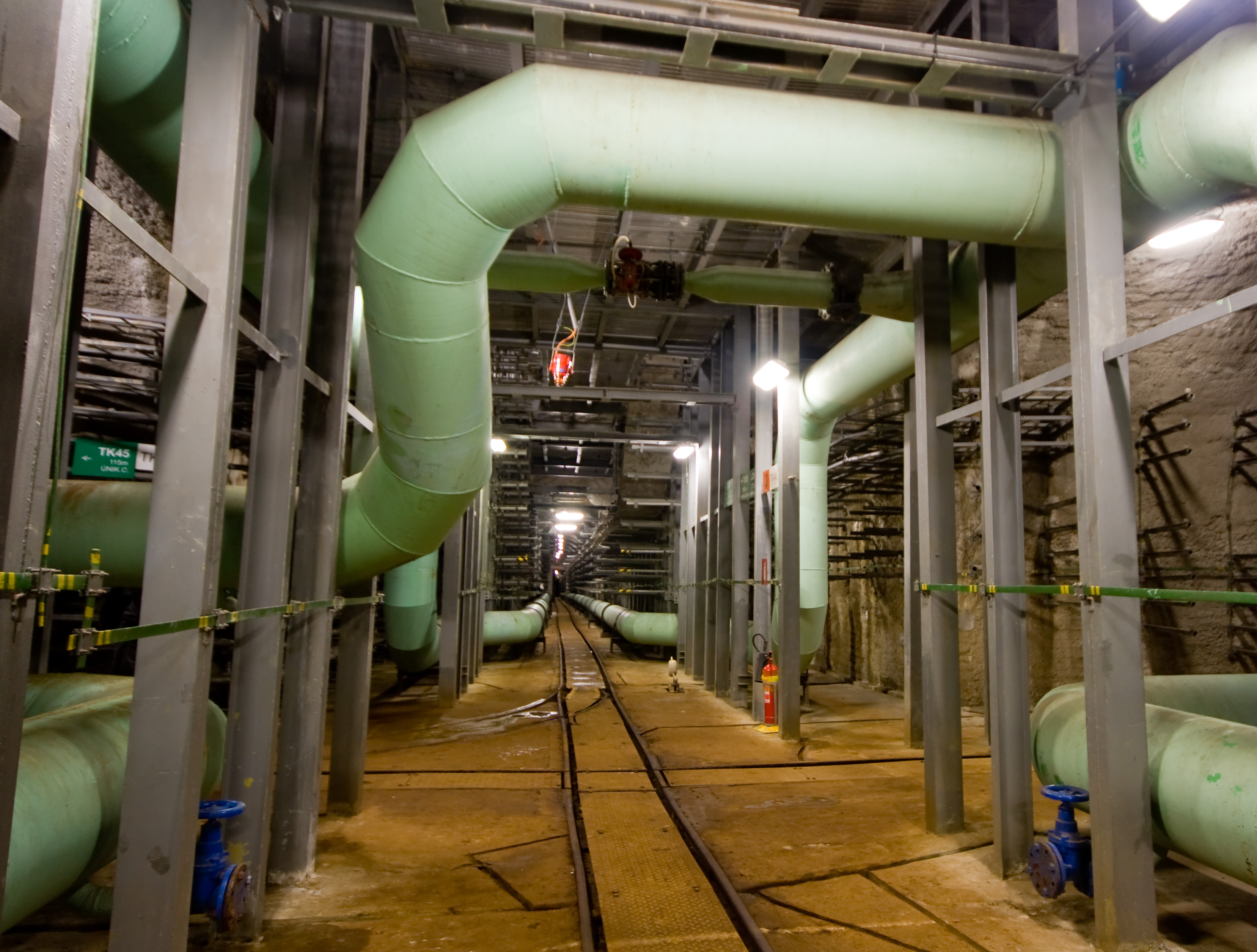
Křižovatka vodovodních řadů Flóra a Karlov v hlubinném kolektoru C1

#### Síť
Převážně ražené kolektory v hloubce 5 až 35 metrů byly od roku 1974 budovány pod centrem města. Některé z nich mají průměr větší než tunely metra.
První ražený tunel, pod Václavským náměstím, byl dokončen roku 1977. Centrální síť tvoří tyto kolektory:
- C1 náměstí I. P. Pavlova – Senovážné náměstí, odbočka na Anenské náměstí[1]
- C1 A Na Příkopě – Smetanovo divadlo[1]
- RNLS Rudolfinum – Nová radnice – Celetná – nábřeží Ludvíka Svobody,
- Václavské náměstí, Žižkov, Tylovo divadlo.[1]
- CI.A Kolektor Vodičkova: Václavské náměstí – Karlovo náměstí[1][8]

Ačkoliv je systém vybaven tlakovými uzávěry proti vniknutí vody, došlo při povodni v roce 2002 k zatopení některých úseků.

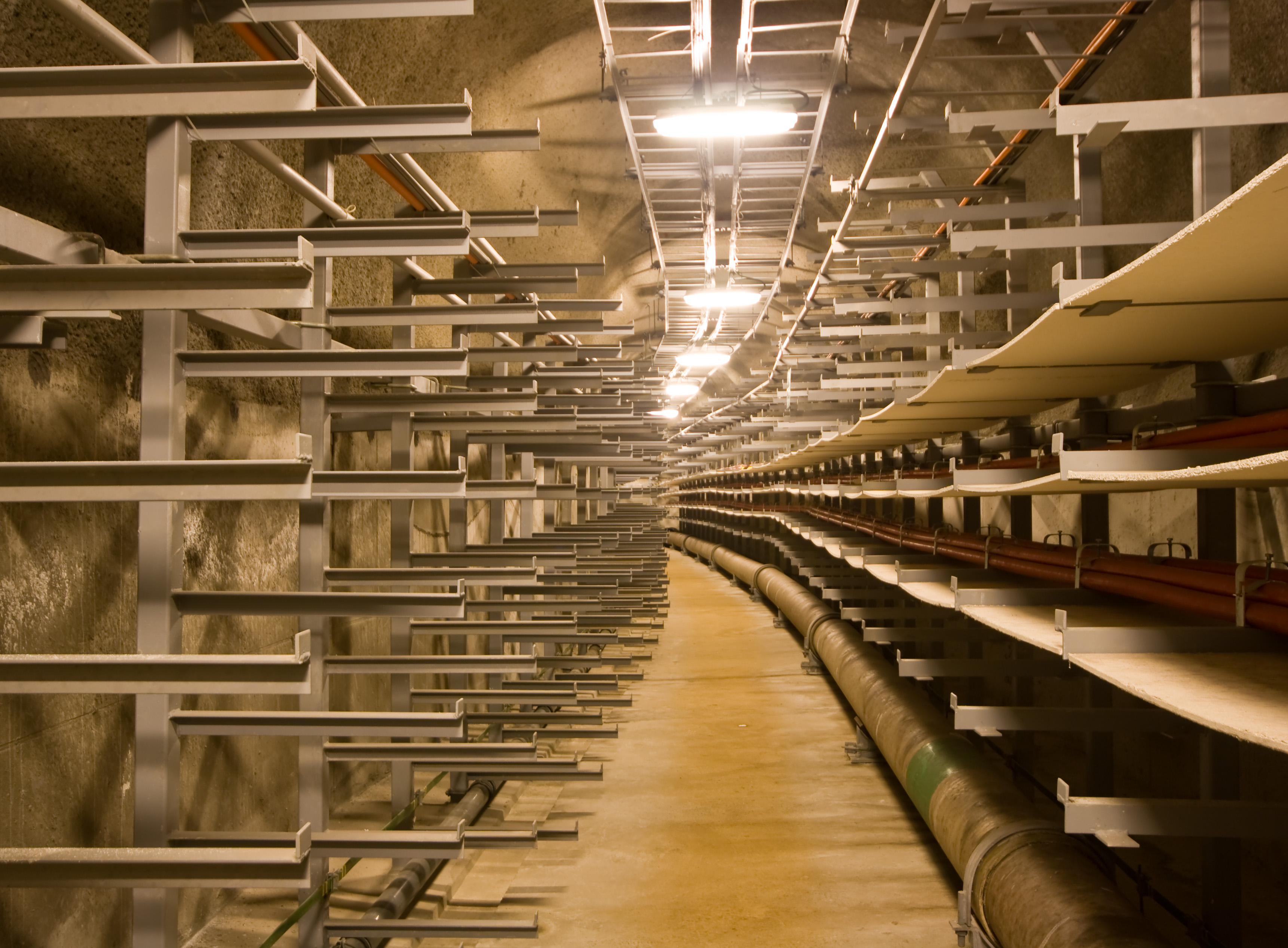
Distribuční kolektor pod Celetnou ulicí

#### Technické parametry
Kolektory v centru Prahy mají dvě výškové úrovně:
- hlubinný systém tunelů vyššího řádu o průřezu 16 m2 je veden v hloubce 20 až 30 m (v roce 1999 o celkové délce 8 km), maximální hloubka uložení je 45 metrů;[6]
- většinu sítě tvoří podpovrchový distribuční systém tunelů o průřezu 4,5 až 10 m,2 který je veden v hloubce 4 až 15 m.[7][10]

Šířka ražených kolektorů se pohybuje od 1,9 do 4,5 metru, výška od 2,4 do 4,8 metru.

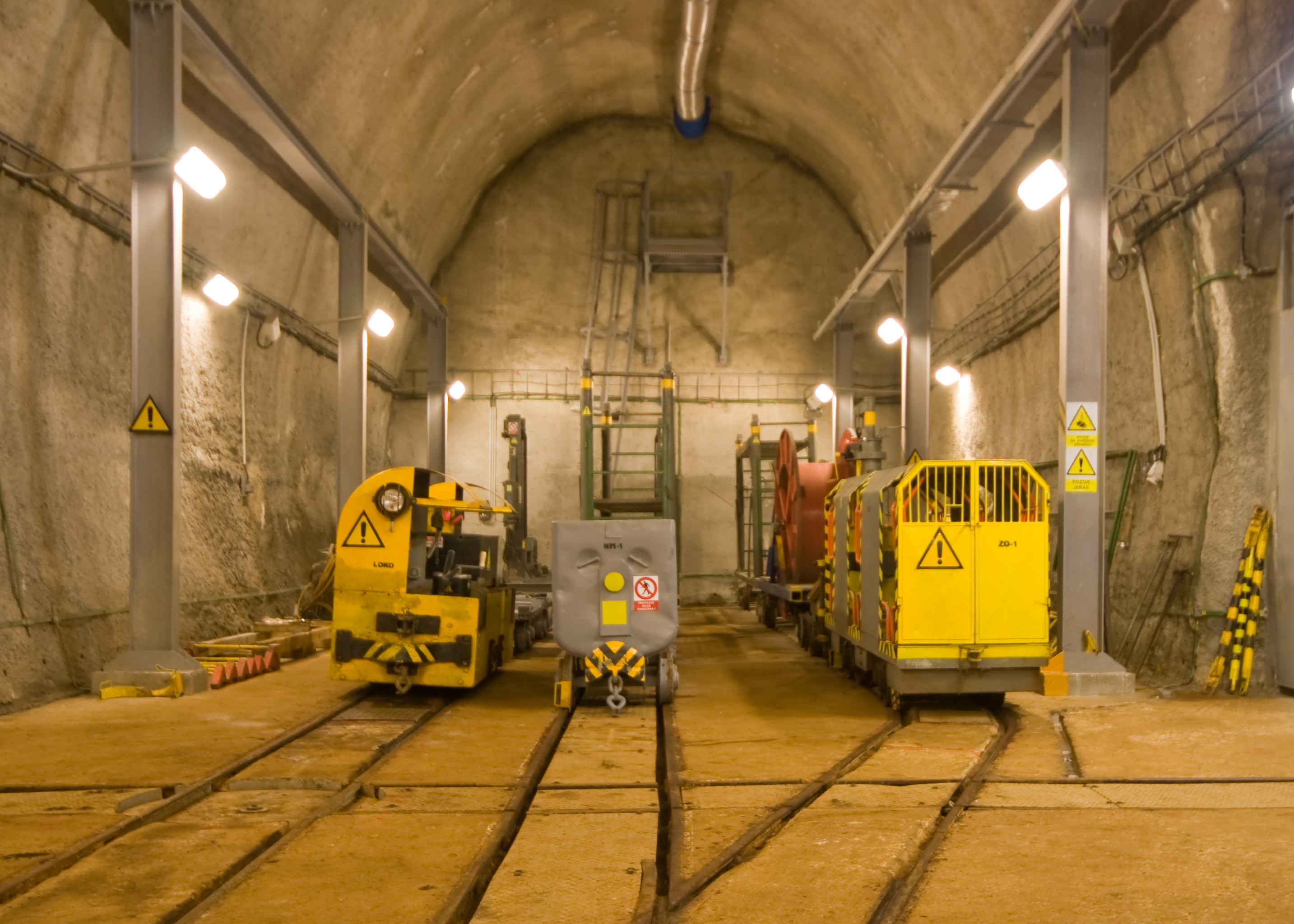
Nádraží důlní dráhy pod Senovážným náměstím

#### Důlní dráha
V tunelu kolektoru Centrum 1 je vedeno 3,163 kilometru jednokolejné důlní dráhy o rozchodu 600 mm pro dopravu pracovníků a materiálu. Propojuje například garáže nákupního centra Myslbek, Celetnou ulici, Ovocný trh a křižovatku Václavského náměstí a Vodičkovy ulice. Vláček táhne akumulátorová lokomotiva. Osobní vagonky jsou určeny pro 8 osob (střední oddíl pro čtyři osoby a dva krajní oddíly po dvou osobách).

#### Zážitková turistika
Od podzimu 2007 nabízí provozovatel kolektorů veřejnosti prohlídky kolektorové sítě Centrum. Tato odborná i turistická atrakce je součástí širších záměrů na zpřístupňování technického zázemí Prahy v rámci projektu Hospodářské komory hl. m. Prahy „Praha technická“.

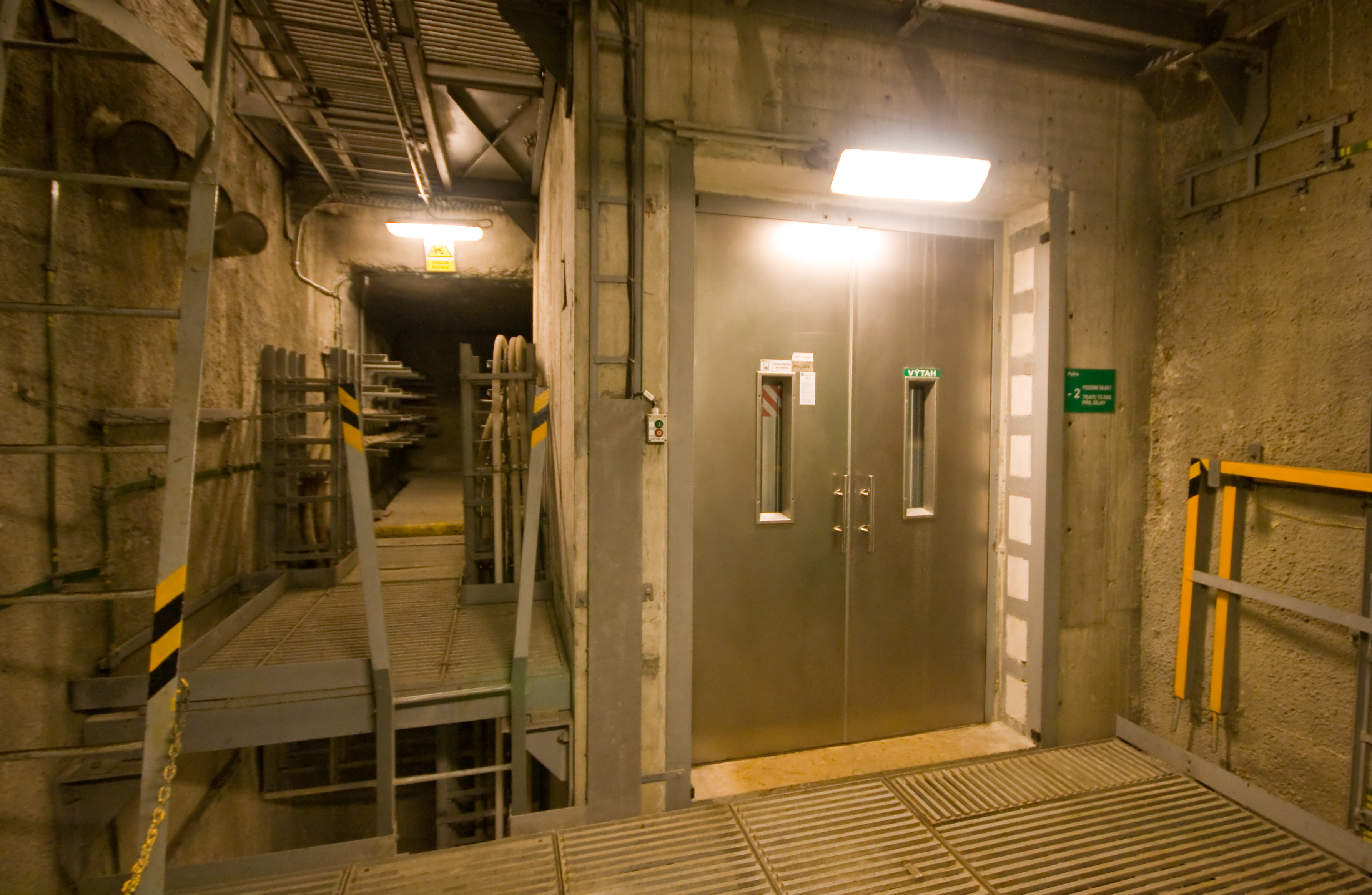
Vstup do kolektoru ze Senovážného náměstí

Prohlídky se podle aktuální nabídky v roce 2009 konají ve dvou dnech v týdnu (pondělí a středa). Na výběr mají návštěvníci čtyři prohlídkové trasy. Všechny prohlídkové trasy začínají na Senovážném náměstí. První prohlídková trasa vede na Ovocný trh, druhá na Karlovo nebo Václavské náměstí, třetí (tzv. Královská cesta) do historického sklepení v Celetné ulici, čtvrtá k Obecnímu domu. Součástí prohlídek je i svezení důlní lokomotivou (prohlídkové trasy A, C a D) nebo důlním vláčkem (první varianta prohlídkové trasy B), výtahy, náročné sestupy a výstupy po žebřících, prohlídka dispečinku, simulace mimořádných událostí atd. Prohlídka trvá hodinu a půl až dvě a půl hodiny. Celkem je zpřístupněno 4,5 km sítě.
Z počátku se návštěvníci mohli hlásit jen jako ucelené skupiny o počtu do 16 osob, později byla přidána i možnost účastnit se prohlídky v jednom termínu měsíčně (později každou středu odpoledne) i jako jednotlivci. Jednotné skupinové vstupné pro skupiny do 16 osob je od 1. června 2008 je 4500 Kč, vstupné pro jednotlivce je 300 Kč. Vstup je povolen osobám od 6 let věku.
Do poloviny října 2008 se prohlídek zúčastnilo 2,5 tisíce návštěvníků.
Od roku 2017 jsou přehlídky pro změnu legislativy zrušeny. Protože se jedna o kritickou infrastrukturu. 

### Kolektor Nové Město – Smíchov
Zejména kvůli potřebě zálohy zásobování Smíchova elektrickou energií, ale i kvůli propojení vodovodních a plynovodních sítí na obou březích a možnosti rozvoje sdělovacích sítí byl v roce 2007 schválen projekt nového páteřního kolektoru spojující Nové Město a Smíchov (v roce 2008 se uváděl termín dokončení po roce 2010). Kolektor o délce 2,2 km je veden v trase náměstí I. P. Pavlova – Palackého náměstí – Zítkovy sady – 460 m dlouhý přechod pod Vltavou jižně od Palackého mostu (ve skalním podloží v hloubce 32 metrů) – ulice Na bělidle – Nádražní – Plzeňská – křižovatka Plzeňská-Kováků – Na Zatlance. Kolektor je navržen jako ražený, s 8 stavebními šachtami. Záměr zatím nebyl pro nedostatek finančních prostředků realizován, tak jako řada jiných.[zdroj?]

## Využití a provoz

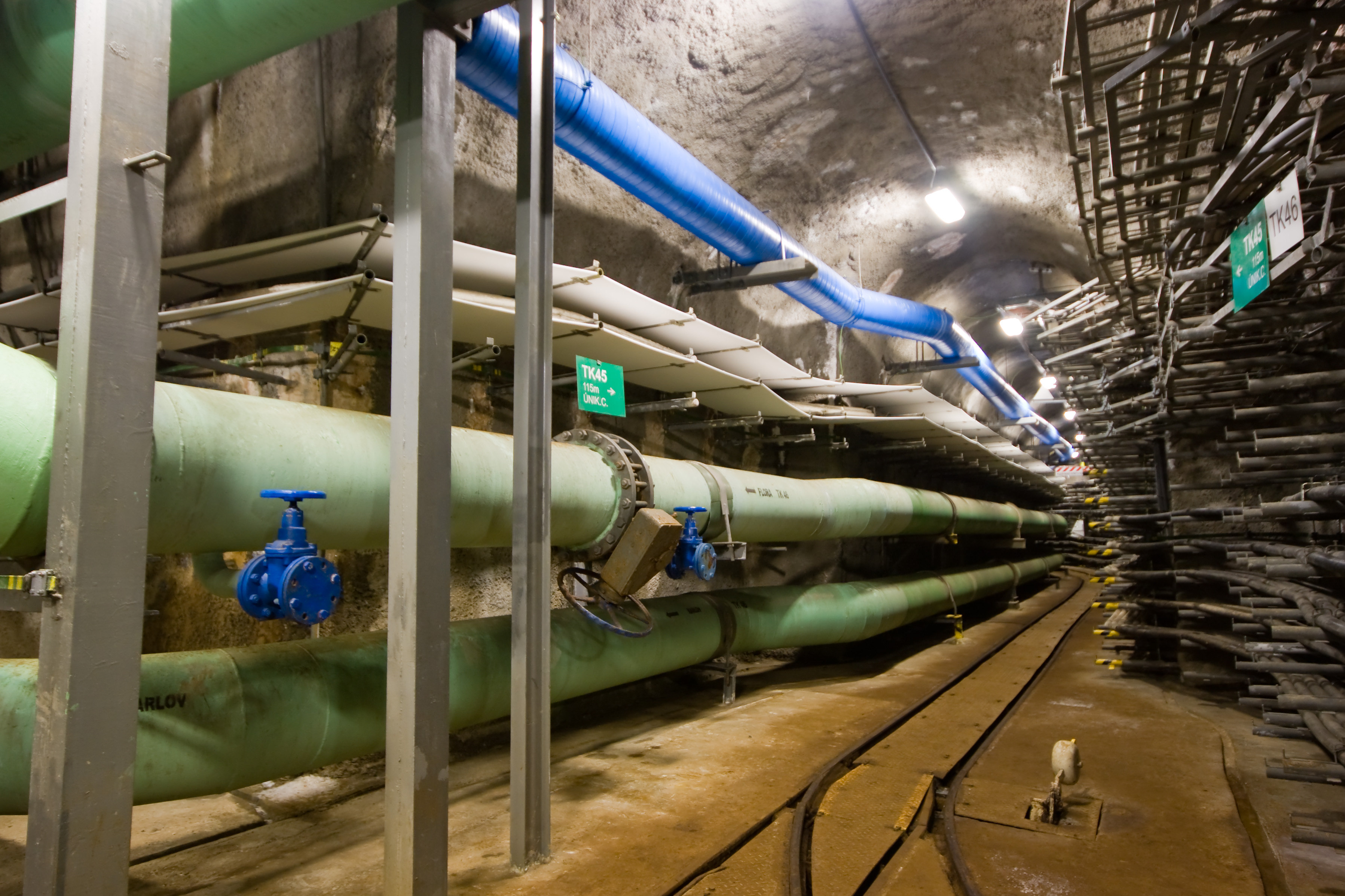
Hlubinný kolektor C1

Z celkové délky 88,15 km užívají kolektorovou síť pro své inženýrské sítě tyto společnosti:
- Pražská vodohospodářská společnost a. s. (využívá 84,9 km, tj. 96,3 % sítě)
- Telefónica Czech Republic a. s. (využívá 72,5 km, tj. 82,2 % sítě)
- Pražská energetika a. s. (využívá 69,1 km, tj. 78,4 % sítě)
- Pražská teplárenská a. s. (využívá 63,2 km, tj. 71,6 % sítě)
- Pražská plynárenská a. s. (využívá 50,2 km, tj. 57,0 % sítě)
- Dalkia Česká republika a. s. (využívá 4,1 km, tj. 4,6 % sítě)

Dalšími uživateli jsou například společnosti Dattel Kabel, Dattel, Kabel Net Holding, Kabel Plus, Pragonet, TES Média, Ministerstvo vnitra ČR atd.
V celém systému je vedeno 2 400 km kabelů a potrubí. Potrubí jsou barevně rozlišena: zelené je vodovodní, žluté plynové, červené teplovodní a modré vzduchové. Silnoproudé kabely jsou vedeny po opačné stěně tunelu než slaboproudé, kabely jsou na stěně řazeny shora od nejvyššího napětí.
V systému je umístěno 45 tisíc různých čidel. Ta kontrolují například teplotu, vlhkost, množství plynu nebo pohyb osob. Průměrná teplota v kolektorech se pohybuje mezi 12 až 14 °C.